# Komňátka
Komňátka (německy Kömeth) je západní část obce Bohdíkov v okrese Šumperk. Prochází tudy železniční trať Šumperk - Krnov a silnice II/369. V roce 2009 zde bylo evidováno 75 adres. V roce 2001 zde trvale žilo 132 obyvatel.
Komňátka je také název katastrálního území o rozloze 3,92 km2.

## Název
Jméno vesnice je zdrobnělina starého komňata - "místnost pro bydlení a spaní". Ves byla takto nazvána nejspíš proto, že tudy procházela obchodní cesta, jejíž uživatelé zde nacházeli přístřeší.

## Historie
První písemná zmínka o obci pochází z roku 1397.
| Rok            | 1869 | 1880 | 1890 | 1900 | 1910 | 1921 | 1930 | 1950 | 1961 | 1970 | 1980 | 1991 | 2001 | 2011 | 2021 |
| -------------- | ---- | ---- | ---- | ---- | ---- | ---- | ---- | ---- | ---- | ---- | ---- | ---- | ---- | ---- | ---- |
| Počet obyvatel | 460  | 457  | 505  | 497  | 446  | 441  | 413  | 245  | 226  | 216  | 182  | 144  | 132  | 137  | 128  |